# Embalses del centro (San Andrés, la Granda, Trasona y la Furta)
Embalses del centro (San Andrés, la Granda, Trasona y la Furta) este o arie protejată (arie de protecție specială avifaunistică — SPA) din Spania întinsă pe o suprafață de 262,12 ha, integral pe uscat.

## Localizare
Centrul sitului Embalses del centro (San Andrés, la Granda, Trasona y la Furta) este situat la coordonatele 43°32′26″N 5°52′38″W / 43.5406°N 5.8771°V.

## Înființare
Situl Embalses del centro (San Andrés, la Granda, Trasona y la Furta) a fost declarat arie de protecție specială avifaunistică în ianuarie 2003 pentru a proteja 68 de specii de animale.

## Biodiversitate
Situată în ecoregiunea atlantică, aria protejată conține 1 habitat natural: Păduri aluvionare cu Alnus glutinosa și Fraxinus excelsior (Alno-Padion, Alnion incanae, Salicion albae).
La baza desemnării sitului se află mai multe specii protejate:
- păsări (67): pescăruș albastru (Alcedo atthis), rață sulițar (Anas acuta), rață lingurar (Anas clypeata), rață pitică (Anas crecca), rață fluierătoare (Anas penelope), rață mare (Anas platyrhynchos), rață cârâitoare (Anas querquedula), rață pestriță (Anas strepera), gâscă cenușie (Anser anser), stârc roșu (Ardea purpurea), stârc galben (Ardeola ralloides), rață-cu-cap-castaniu (Aythya ferina), rața moțată (Aythya fuligula), rață roșie (Aythya nyroca), buhai de baltă (Botaurus stellaris), gâsca canadiană (Branta canadensis), Branta leucopsis, pasărea ogorului (Burhinus oedicnemus), caprimulg (Caprimulgus europaeus), chirighiță-cu-obraz-alb (Chlidonias hybridus), chirighiță neagră (Chlidonias niger), barză albă (Ciconia ciconia), erete de stuf (Circus aeruginosus), porumbel gulerat (Columba palumbus), cioară neagră (Corvus corone), prepeliță (Coturnix coturnix), lebădă de iarnă (Cygnus cygnus), egretă albă (Egretta alba), egretă mică (Egretta garzetta), șoim călător (Falco peregrinus), lișiță (Fulica atra), becațină comună (Gallinago gallinago), cufundar mare (Gavia immer), cocor (Grus grus), piciorong (Himantopus himantopus), stârc pitic (Ixobrychus minutus), sfrâncioc roșiatic (Lanius collurio), Larus argentatus, pescăruș argintiu (Larus cachinnans), pescăruș-cu-cap-negru (Larus melanocephalus), pescăruș râzător (Larus ridibundus), becațină mică (Lymnocryptes minimus), ferestraș mic (Mergus albellus), gaia neagră (Milvus migrans), rață cu ciuf (Netta rufina), stârc de noapte (Nycticorax nycticorax), vultur pescar (Pandion haliaetus), Phalacrocorax carbo sinensis, bătăuș (Philomachus pugnax), coțofană (Pica pica), lopătar (Platalea leucorodia), țigănuș (Plegadis falcinellus), ploier auriu (Pluvialis apricaria), corcodel-urechiat (Podiceps auritus), cresteț pestriț (Porzana porzana), Porzana pusilla, ciocântors (Recurvirostra avosetta), chiră mică (Sterna albifrons), chiră de baltă (Sterna hirundo), chiră de mare (Sterna sandvicensis), graur (Sturnus vulgaris), silvie de tufiș (Sylvia undata), fluierar de mlaștină (Tringa glareola), sturzul viilor (Turdus iliacus), sturz-cântător (Turdus philomelos), sturzul de vâsc (Turdus viscivorus), nagâț (Vanellus vanellus)
- nevertebrate (1): rădașcă (Lucanus cervus)